# Frederic Pujulà
Frederich Pujulá y Vallés (Palamós, 12 de noviembre de 1877-Bargemon, 14 de febrero de 1962) fue un publicista, autor dramático y esperantista español. 

## Biografía
Nacido el 12 de noviembre de 1877 en la localidad gerundense de Palamós. vivió en su juventud en Cuba. Casado con la francesa Germaine Rebours, con quien tuvo al menos un hijo y una hija, llegó a tener la ciudadanía francesa.

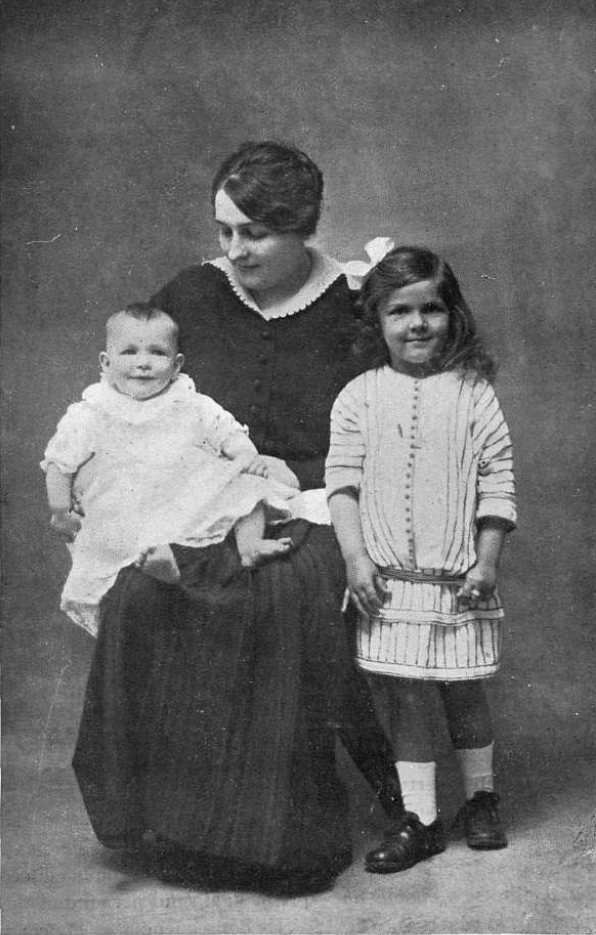
Germaine Rebours, esposa de Pujulá y Vallés, con sus hijos Mimí y Jordi.

Muy activo en los medios catalanistas, defendió a la vez el esperanto y la reivindicación nacionalista catalana en diversos medios internacionales. Fue un conocido escritor en ambos idiomas, especialmente de textos teatrales. Pujulà fue uno de los organizadores del 5º Congreso Universal de Esperanto, que tuvo lugar en Barcelona en 1909.
Poco antes había tenido que exiliarse de España, por sus actividades catalanistas,[cita requerida] y tomó la nacionalidad francesa. Durante la Primera Guerra Mundial fue movilizado en el ejército francés, y combatió en las trincheras. Las experiencias traumáticas recibidas le alejaron durante varios años de las actividades públicas. En 1939 recibió una condena a muerte por sus actividades republicanas, que fue conmutada por la cadena perpetua, aunque fue liberado posteriormente por razones de salud. Falleció el 14 de febrero de 1963 en la localidad francesa de Bargemon.
Entre sus obras no teatrales se encuentra Homes artificials, considerada como la primera novela de ciencia ficción en catalán. Editada en 1912, por Biblioteca Joventut, en Barcelona, trata de un Doctor Pericart, que desea crear una nueva sociedad perfecta.

## Obras

### En catalán
- Teatro
  - El geni (1904)
  - El boig (1907, segunda parte de El geni)
  - Dintre la gàbia (1906, con Emili Tintoré)
  - La veu del poble i El poble de la veu (1910, con Lluís Via)
- Novelas
  - Titelles febles (1902)
  - Creuant la plana morta (1903)
  - El metge nou (1903)
  - Homes artificials (1912), reeditada en 1986, Edicions Pleniluni, ISBN 84-85752-22-8.
- Francisco Pi y Margall (1902), colección de artículos publicados en Joventut, prologados por José María Vallés y Ribot.[5]
- En el repòs de la trinxera (1918).[4]
- Traducciones al catalán: 
  - Més enllà de las forsas, del noruego Björnson (1904)
  - Kaatje, teatro en verso del belga Paul Spaak (1914)
  - Varias novelas de Georges Simenon

### En esperanto
- Naivulo (Inocente)
- Karabandolo la plugisto (Karabandolo el sembrador)
- Fiŝkaptisto kaj rigardanto (Pescador y mirón)
- La grafo erarinta (El conde vagabundo, 1908)

- Monólogos
  - La Rompantoj (Los rompedores, 1907)
  - Senhejmulo (Sin hogar)
  - La Pipamanto (El amante de las pipas)
- Teatro
  - Aŭtunaj ventoj (Vientos de otoño, 1909)
  - Novelo (Novela, 1908)
- Traducciones al esperanto: 
  - Un artista en ajedrez (Valentín Marín), José Paluzíe y Lucena, editorial Hijos de Paluzie, Barcelona, año 1913, en edición bilingüe español/esperanto.